# هيدفيغ راسموسن
هيدفيغ راسموسن (بالدنماركية: Lærke Berg Rasmussen)‏ هي مجدفة دنماركية، ولدت في 22 ديسمبر 1993 في فريدريكسبرغ في الدنمارك.

## وصلات خارجية
- هيدفيغ راسموسن على موقع الاتحاد الدولي للتجديف (الإنجليزية)
- هيدفيغ راسموسن على موقع اللجنة الأولمبية الدولية (الإنجليزية)
- هيدفيغ راسموسن على موقع أوليمبيديا (الإنجليزية)